# レクセルの定理

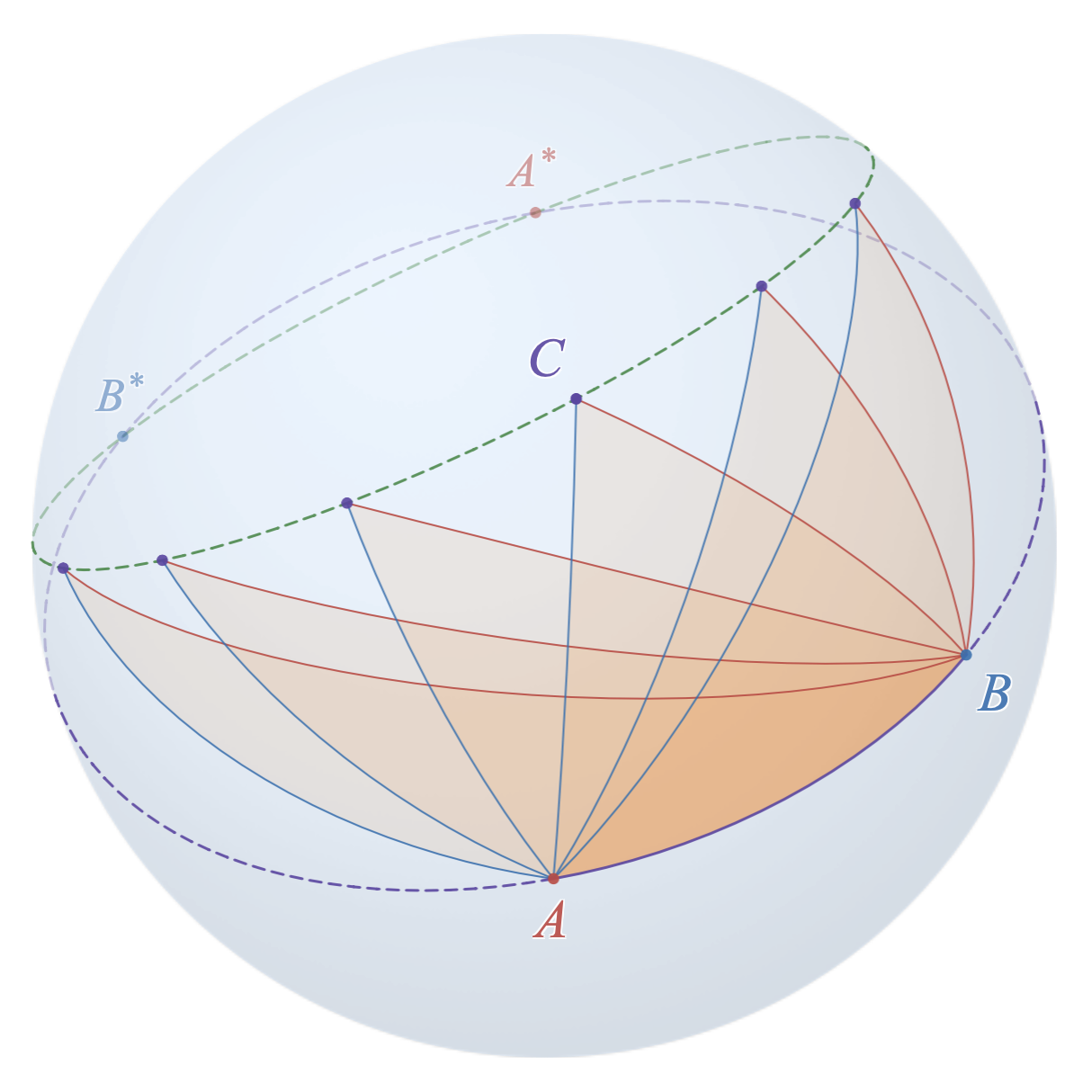
底辺ABと面積を固定した橙色の△ABC。対頂点Cの軌跡（緑色の破線）は、A, Bの対蹠点を通る小円。

球面幾何学において、レクセルの定理（レクセルのていり、英: Lexell's theorem）は、表面積と底辺が固定された球面三角形は、底辺の端点の対蹠点を通る球面上の定円（レクセルの円、レクセル円、英: Lexell's circle, Lexell's locus）上に対頂点を持つことを主張する定理。
球面三角形とは、球面上の3点を、大円の一部分（平面の直線に対応する線）で結んだ図形である。球面三角形の任意の辺は底辺となり得る。その端点と異なる3つ目の点として対頂点が決定される。球面上において、一点Pから最も遠い点となる、反対側の点をPの対蹠点という。 
レクセルの定理は、およそ1777年（1784年公表）に球面三角法による証明と、総合幾何学による証明を示したアンダース・レクセルの名に因む。レクセルの同僚レオンハルト・オイラーは、1778年（1797年公表）に異なる証明を発表した。ルジャンドル（1800）、シュタイナー（1827）、ガウス（1841）、ポール・セレ（1855）、ジョゼフ＝エミール・バルビエ（1864）など他にも多くの人物によって証明がなされている。
また、レクセルの定理は平面におけるエウクレイデスの『原論』I巻の命題37, 39 、底辺と面積が固定された三角形の底辺の対頂点は底辺に平行な直線上にある、という定理を類推したものともいえる。更に双曲三角形とHypercycleに類推することも可能である。

## 主張

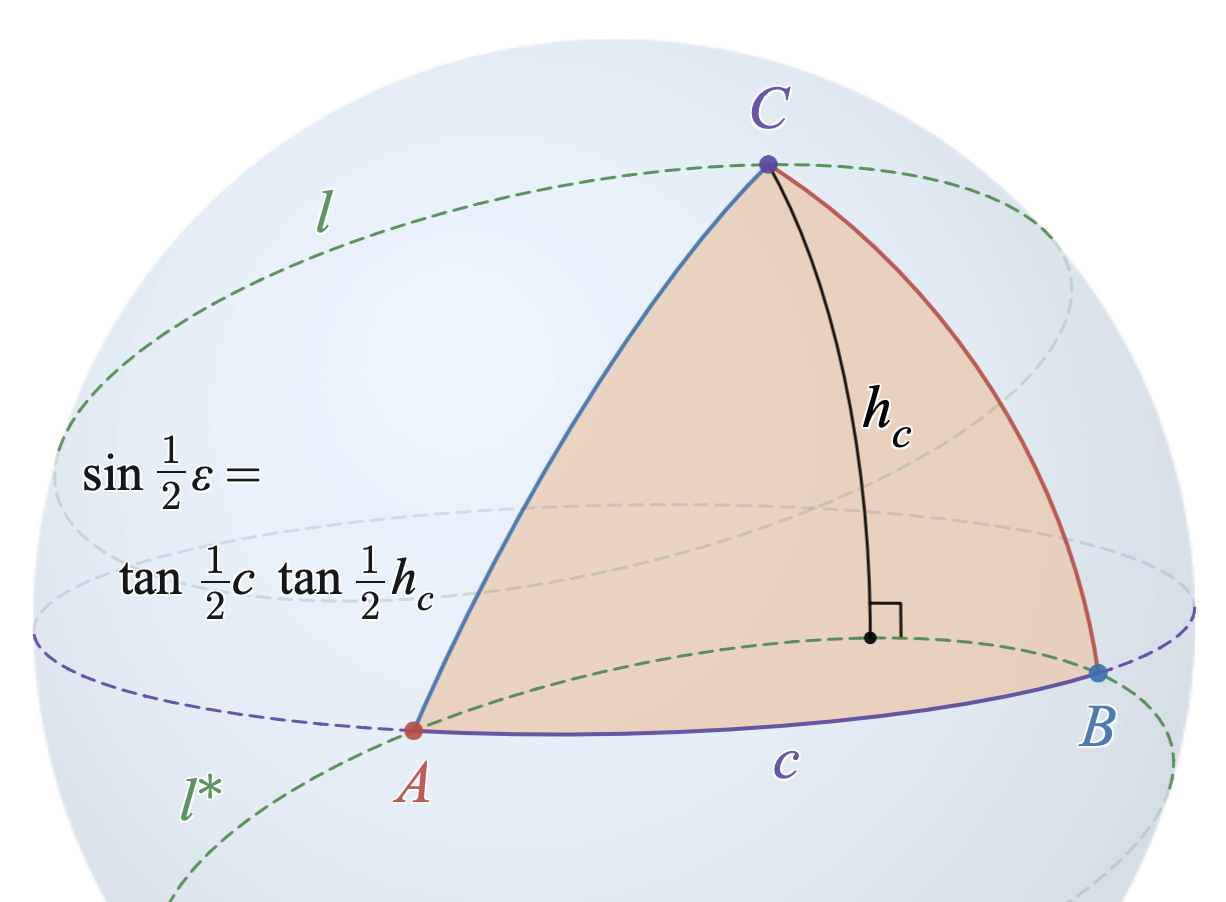
球面三角法の公式。

球面の大円弧AB、および大円の同じ側に頂点C, Xを定める。以下では、点Aの対蹠点をA*のように表す。レクセルの定理の述べるところによれば、△ABXと△ABCの面積が等しいことと、Xが小円弧B*CA*にあることと同値である。
平面における三角形の面積公式に対応するものを得るために、底辺c（大円の弧ABの角長, angular length）と"高さ"hc（平行な小円A*B*C, ABC*の角距離）を用いて、球面三角形ABCの球過量εを次のように定義する。
{\displaystyle \sin {\tfrac {1}{2}}\varepsilon =\tan {\tfrac {1}{2}}c\,\tan {\tfrac {1}{2}}h_{c}}
例えば単位球面において、大円の長さは2π、そして半球の球過量は2πステラジアンである。ここでπは円周率。
球の半径よりも遥かに小さい三角形、即ち極限の場合、この公式によって平面三角形の面積公式が演繹できる。
小円A*B*C, ABC*と、大円ABとの交角は1/2εである。

## 証明

### 二等辺三角形

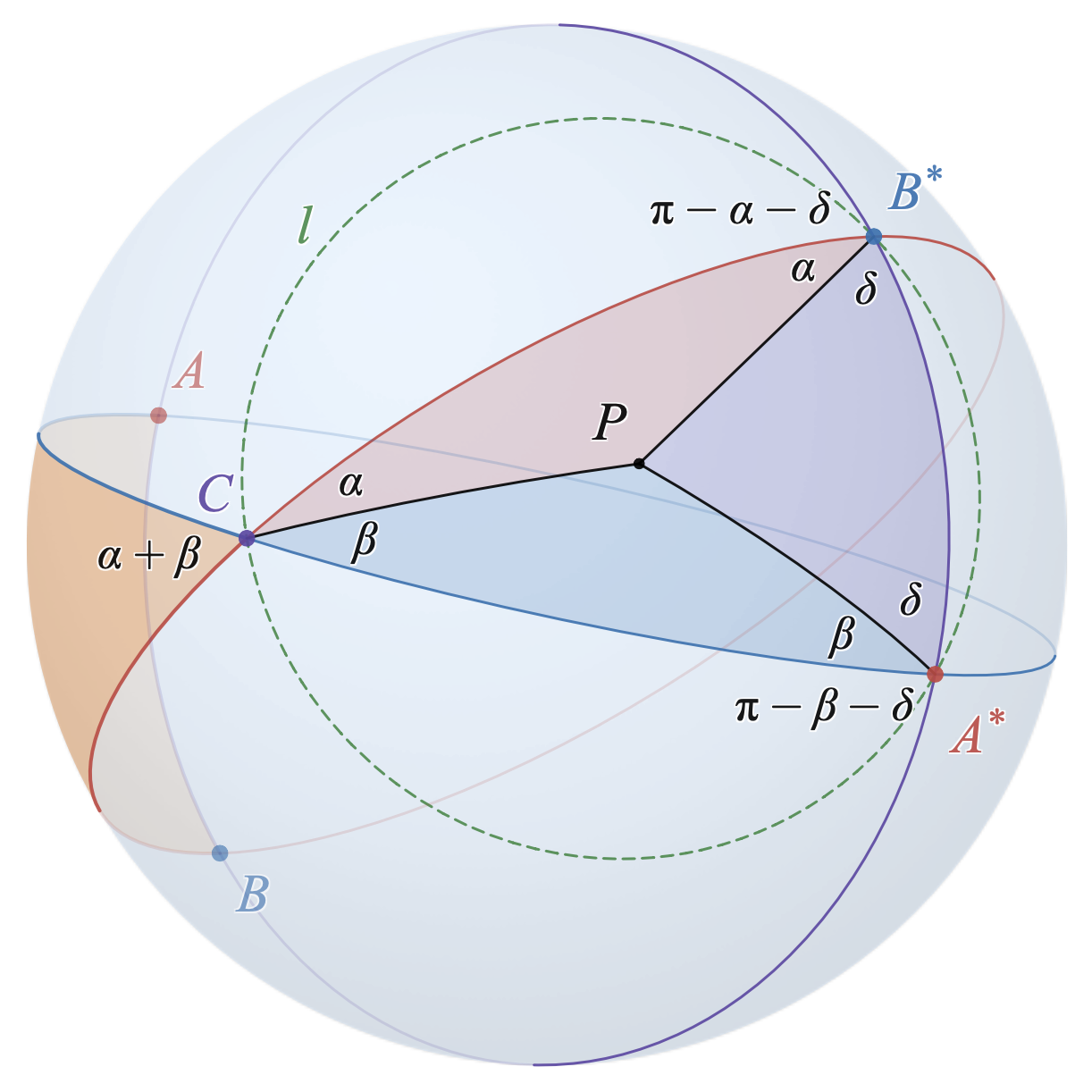
△A^{∗}B^{∗}Cを3つの二等辺三角形に分割する方法。

レクセルによる証明の主なアイデアはウジェーヌ・カタラン（1843）、ロバート・アラダイス（1883）、ジャック・アダマール（1883）、アントワーヌ・ゴブ（1922）、前原濶 （1999）、などにも用いられている。△A*B*Cをその外心Pによって3つの三角形に分割し、三角形△ABCの球過量εを角度追跡によって求める。
△B*CP（赤）、△C*AB（青）、△A*B*P（紫）の底角をそれぞれα, β, δとする（Pが△A*B*Cの外側にあるときは角が負になることがある）。△ABC（橙）の角はそれぞれ次のように表すことができる。
{\displaystyle \angle A=\pi -\beta -\delta ,\quad \angle B=\pi -\alpha -\delta ,\quad \angle C=\alpha +\beta }
ジラールの式により△ABCの球過量は、
{\displaystyle {\begin{aligned}\varepsilon &=\angle A+\angle B+\angle C-\pi \\[3mu]&=(\pi -\beta -\delta )+(\pi -\alpha -\delta )+(\alpha +\beta )-\pi \\[3mu]&=\pi -2\delta \end{aligned}}}
である。底辺ABを固定したとき、頂点Cがレクセルの円上を移動してもPの位置と角δは不変であるので、εも不変である。逆に、εを固定したときδは不変なのでPも変わらず、したがってCはレクセルの円上にある。

### 共円四角形

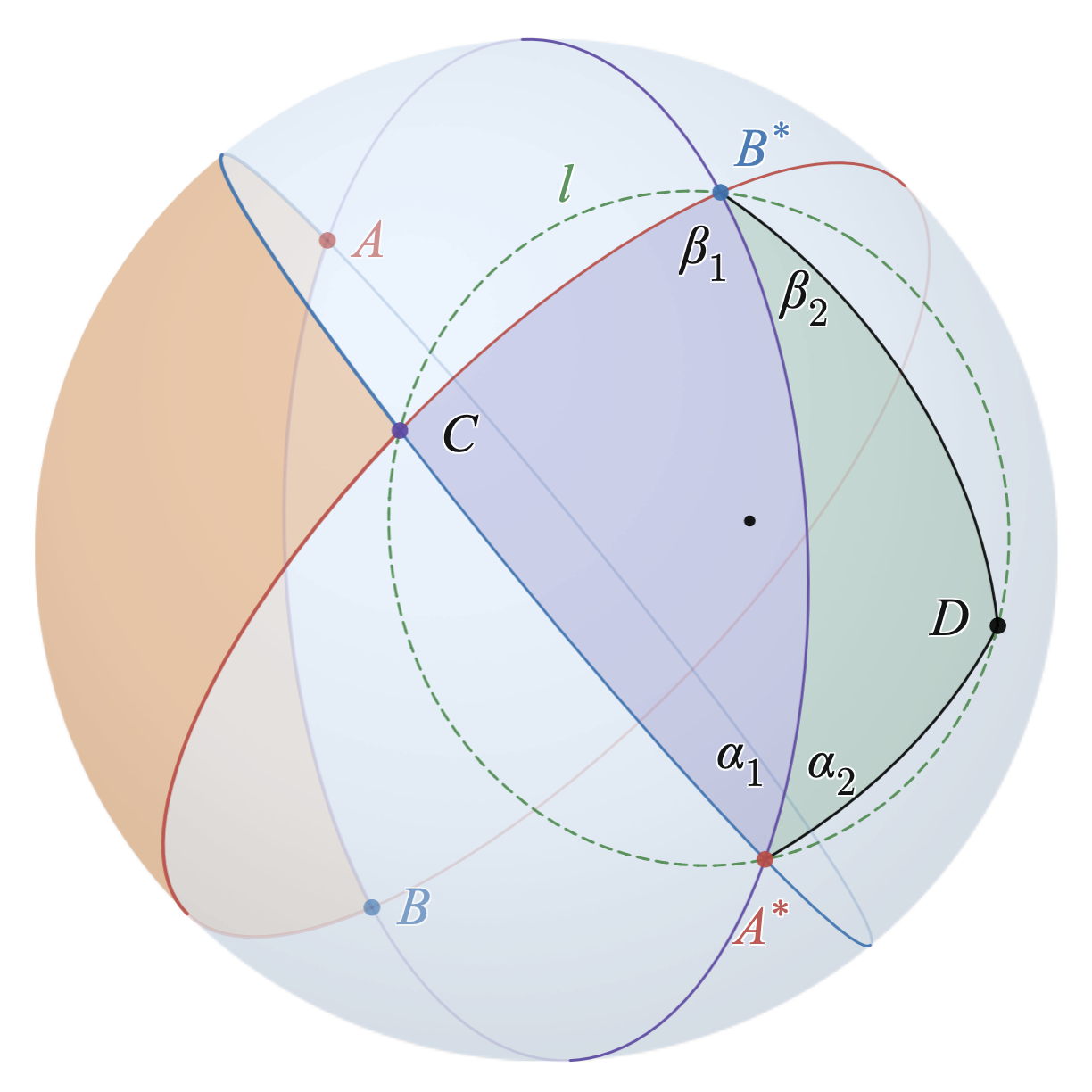
レクセルの円を外接円とする共円四角形◻A^{∗}DB^{∗}Cを用いる、シュタイナーによる証明。

ヤコブ・シュタイナー（1827）による証明は、レクセルと同様ジラールの式を用いるが、球過量を求めるためにレクセルの円に内接する四角形を使う点で異なっている。共円四角形の対角は補角の関係にある。
△ABCを定め、△A*B*Cに外接するレクセルの円をlとし、l上にて弧A*B*についてCと反対の位置に点Dを取る。 次のように角を定める。
{\displaystyle \alpha _{1}=\angle CA^{*}B^{*}\!,\quad \beta _{1}=\angle A^{*}B^{*}C}
{\displaystyle \alpha _{2}=\angle B^{*}A^{*}D,\quad \beta _{2}=\angle DA^{*}B^{*}}
四角形A*DB*Cが円に内接することにより、
{\displaystyle \angle C+\angle D={}\!}{\displaystyle \alpha _{1}+\alpha _{2}+\beta _{1}+\beta _{2},}
あるいは変形して、
{\displaystyle \alpha _{1}+\beta _{1}-\angle C=\angle D-\alpha _{2}-\beta _{2}}
が成立する。ジラールの式により△ABCの球過量εは、
{\displaystyle {\begin{aligned}\varepsilon &=\angle A+\angle B+\angle C-\pi \\[3mu]&=(\pi -\alpha _{1})+(\pi -\beta _{1})+\angle C-\pi \\[3mu]&=\pi -(\alpha _{1}+\beta _{1}-\angle C)\\[3mu]&=\pi -(\angle D-\alpha _{2}-\beta _{2})\end{aligned}}}
と計算できる。∠D − α2 − β2はCの取り方に依らないので、Cがl上を移動してもεは不変である。 
逆にCを動かしてεが変わらないときは、四角形A*DB*Cの2組の対角の和が等しいときである。したがってCは小円A*DB*上に位置する。

### 平行四辺形
オイラーは、1778年にレクセルの定理をユークリッド原論のI.35とI.37から類推して証明した。1855年にはヴィクトル＝アメデ・ルベーグが独立して証明している。球面平行四辺形は、ユークリッド平面上の平行四辺形と様々な方法で比較できる。しかし、エウクレイデスによる平行四辺形の性質の証明と比べて、その4辺が大円の弧であるという点では証明は難しくなる。ユークリッド平面上では小円と大円に挟まれたレンズ型の図形を（消失するため）考慮する必要がない。 

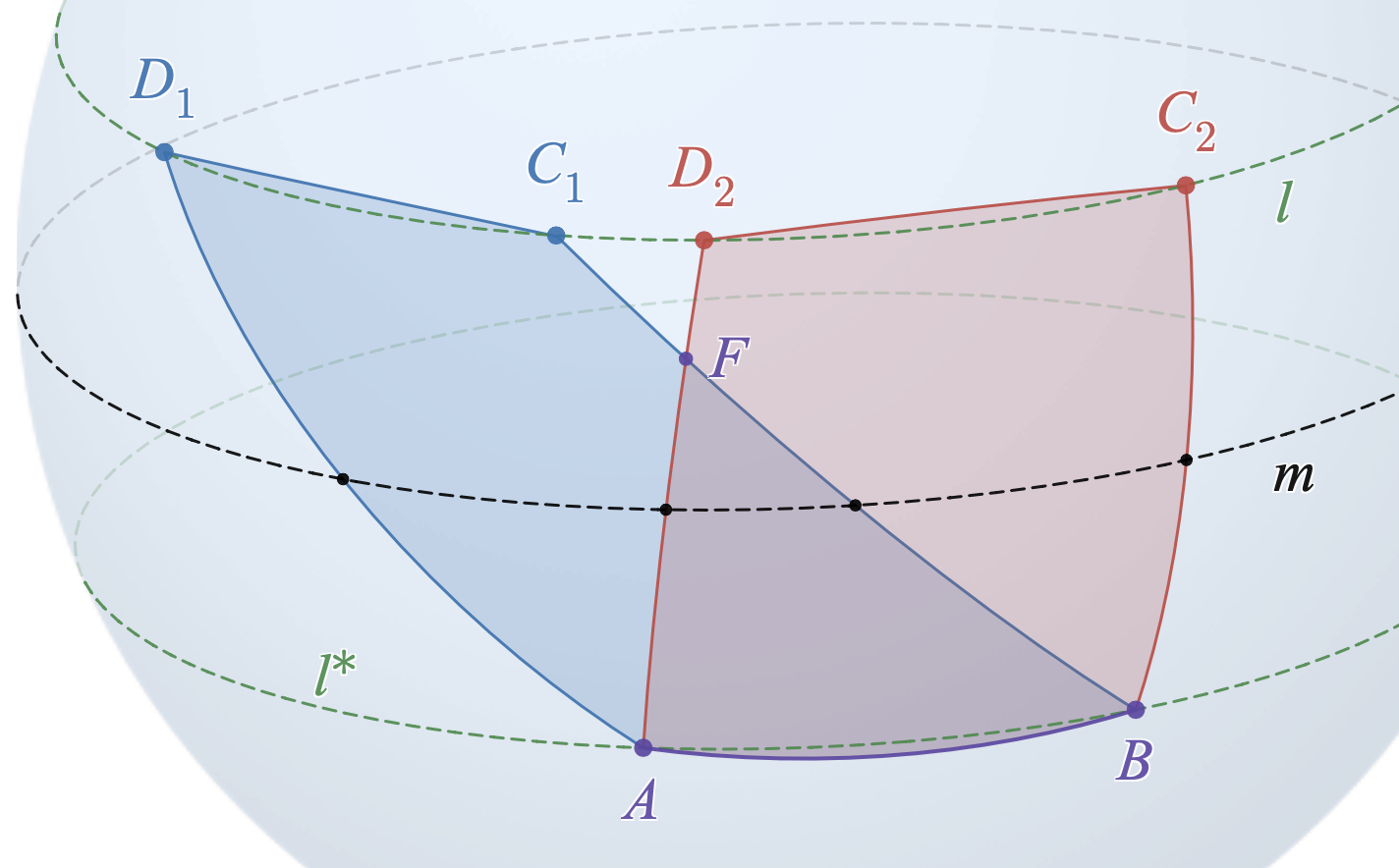
補題 : 底辺を共有し、底辺とその対辺との距離が等しい2つの平行四辺形の面積は等しい。

『原論』のI.35から類推された補題として、底辺及び、底辺とその対辺との距離を共有する平行四辺形の面積が等しくなることを証明する。
2つの平行四辺形ABC1D1, ABC2D2を定め、BC1, AD1の中点を通る大円（midpoint circle）をmとする。これは四角形ABC2D2の midpoint circle にも一致する。AD2, BC1の交点をFとする。mが一致することにより、辺C1D1, C2D2は、mに平行で、A, Bを通る小円l*の反対側にある小円lに属することが分かる。
小円lの弧C1C2, D1D2は合同であるので、lの弧を底辺とする曲線三角形BC1C2, AD1D2もまた合同である。平行四辺形ABC1D1は曲線三角形AD1D2と△ABF及び、lとC1D1に挟まれたレンズ形を合体した図形から、△D2C1Fを取り除いた図形となる。一方、平行四辺形ABC2D2は曲線三角形BC1C2と△ABF及び、lとC2D2に挟まれたレンズ形を合体した図形から、△D2C1Fを取り除いた図形となるので、2つの平行四辺形は同じ面積を持つことが証明される。『原論』のように、平行四辺形が交点を持たない場合の議論は明示していないが、同様に証明できる。
レクセルの定理の証明 : A*, B*を通る小円l上に頂点を持つ2つの球面三角形ABC1, ABC2を定め、l上にAB ≡ C1D1 ≡ C2D2となるようにD1, D2を取る。2つの平行四辺形ABC1D1, ABC2D2は、それぞれABC1, ABC2を2つ張り合わせた図形である。補題より、2つの平行四辺形は同じ面積を持つので、2つの三角形の面積も等しい。
逆の証明 : 2つの球面三角形が同じ面積を持つとして、2つ目の三角形の頂点が1つ目の三角形の頂点を通るレクセルの円上に無いと仮定する、2つ目の三角形の1辺はレクセルの円と交わり、2番目の三角形の面積とは異なるが1番目の三角形の面積とは同じ面積を持つ新たな三角形を作ることができる。これは仮定と矛盾するので、2つ目の三角形の頂点は1つ目の三角形の頂点を通るレクセルの円上にある。これは『原論』のI.39 の議論と等価である。

### サッケーリの四辺形

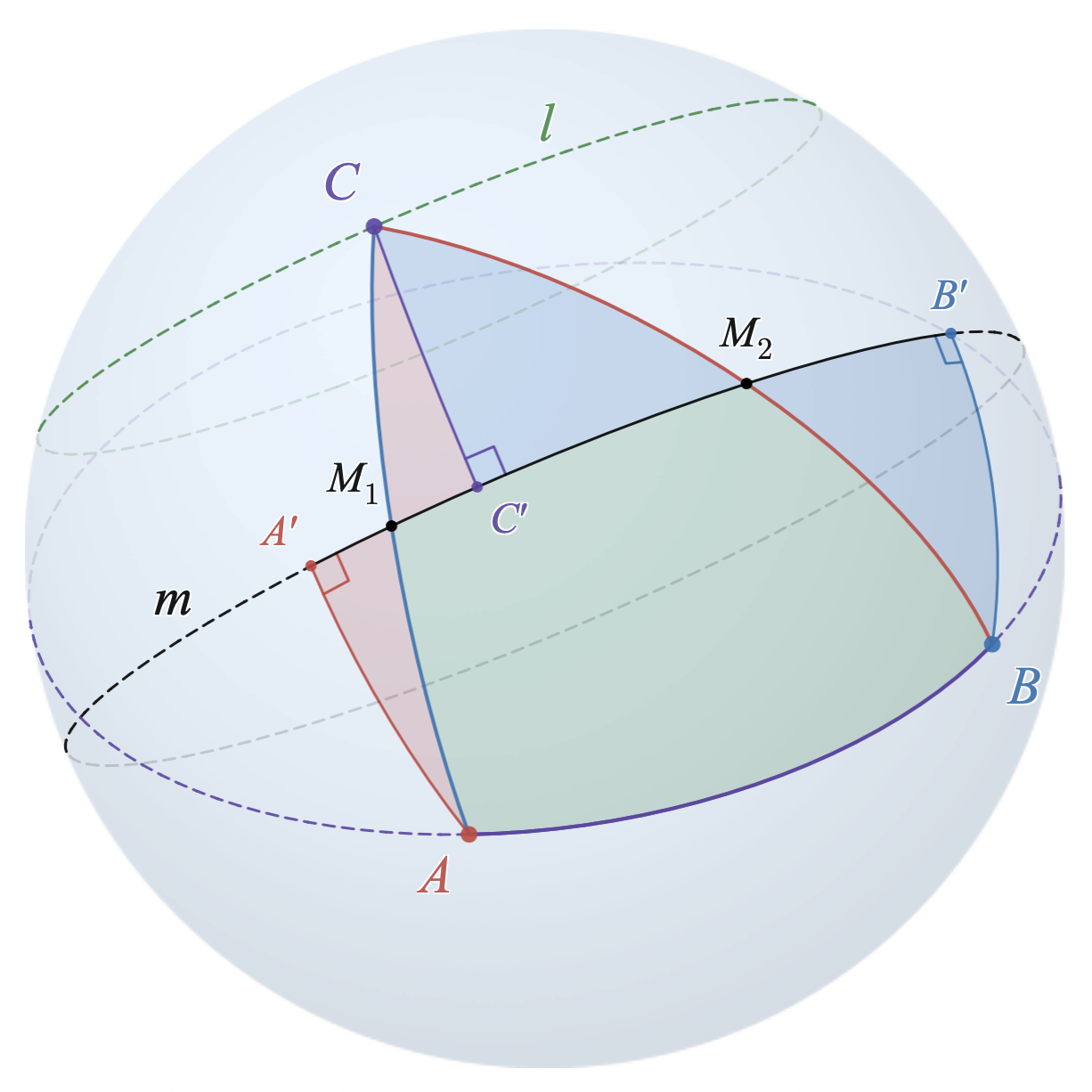
サッケーリの四辺形を用いた、ガウスによる証明。

midpoint circle を用いたより視覚的に明確な別証明が1841年にカール・フリードリヒ・ガウスによって与えられている。ガウスは、隣接する2角が直角でその他の2角が直角でない四角形であるサッケーリの四辺形（四角形）を用いた。三角形の1辺とその他の2辺の midpoint circle mへの直交射影によってサッケーリの四辺形を作る。この四辺形が三角形と等積であることを証明する。
AC, BCの中点M1, M2を通る大円をm、mへのA, B, Cの直交射影をA', B', C'とする。鋭角三角形△AA'M1, △CC'M1は斜辺と2角の等しい直角三角形であるから合同である。同様に△BB'M2, △CC'M2も合同である。したがって△ABCとサッケーリの四辺形ABB'A' は等積である（CがA'B'の外側にある場合、負の面積を用いて処理する）。Cがレクセルの円l上にあるならば三角形の面積は midpoint circle とABによって定まるサッケーリの四辺形の面積と等しく、Cの取り方に依らない。

### ステレオ投影
ステレオ投影は球面を平面に変換する。今、指定された大円が平面の基円（primitive circle）、投影の極が基円の中心（原点）と無限遠点に投影されるように定める。球面上の任意の円は円か直線に射影される。第二極を通る球面上の円は直線に変換される。ステレオ投影は等角写像であるので、角が保存される。

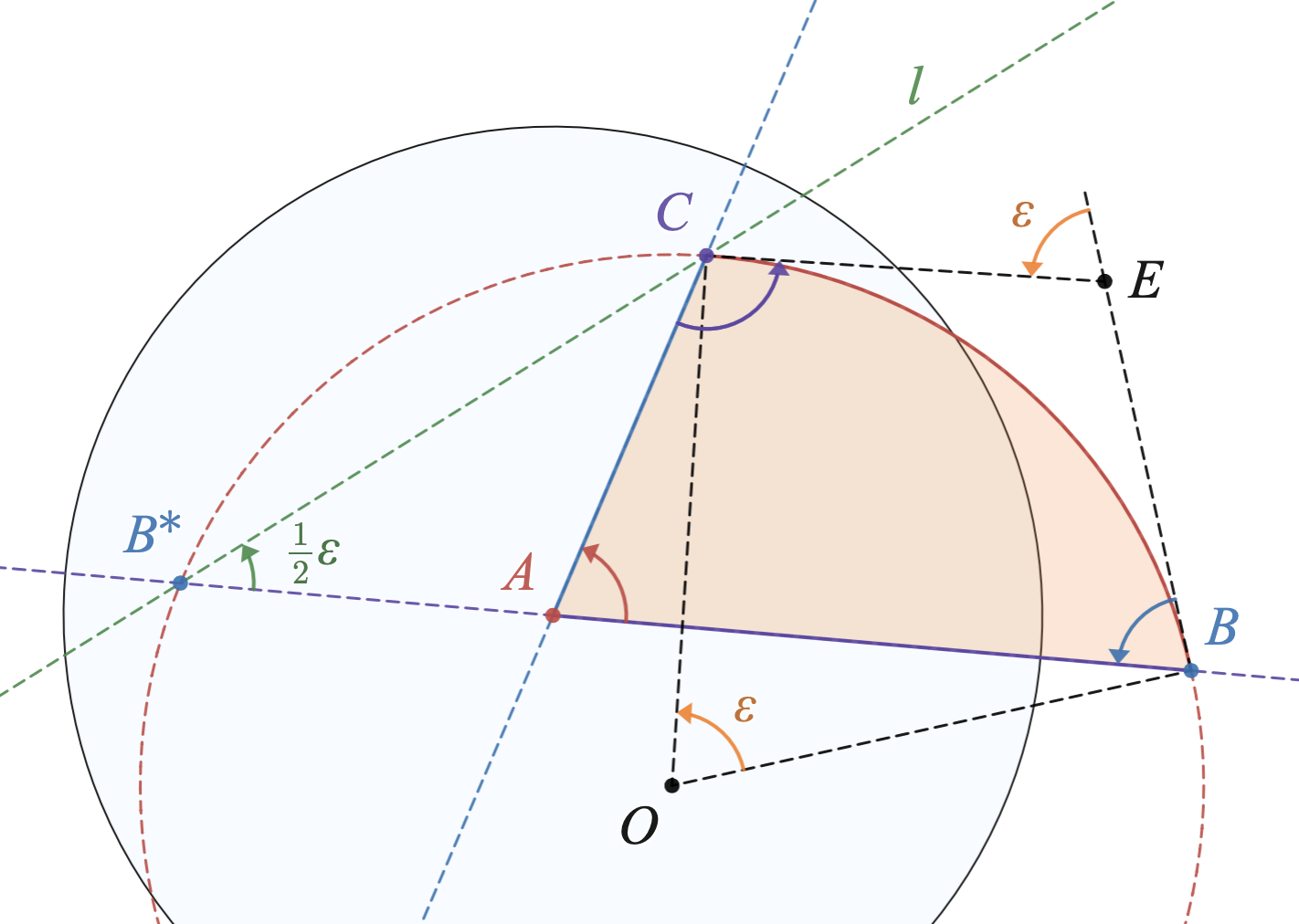
Aを中心に射影するステレオ投影によるポール・セレの証明

一般の球面三角形ABCについての関係性を証明するが、Aを中心に投影するとしても一般性を失わない。このとき球面三角形は2つの直線と1つの円弧に投影される。2つの端点における円弧の接線の交点をEと置くと、4辺がすべて直線の四角形ABCEの外角Eとして球過量ε = ∠A + ∠B + ∠C - πを得る。この方法は1905年にこれを公に広めた結晶学者ジュゼッペ・チェザロの名を冠してしばしば Cesàro method と呼ばれる。
ポール・セレ（1855）とアレクサンダー・シモニッツ（2019）はチェザロ法を用いて定理を証明した。弧BCの中心をOとすると、四角形OBECは直角凧形で、中心角∠BOCはEの外角、つまり球過量εとなる。平面上の∠BB'Cは円周角の定理より1/2εである。この関係はCの取り方に依らないので、Cが（B*を通っている）一定のレクセルの円上に位置するとき△ABCの球過量は一定である（三角形の面積が四分球の曲面の面積より大きいときは、Eが∠BOC外に存在するが、同様の議論で証明可能である）。 

### 極三角形の周長

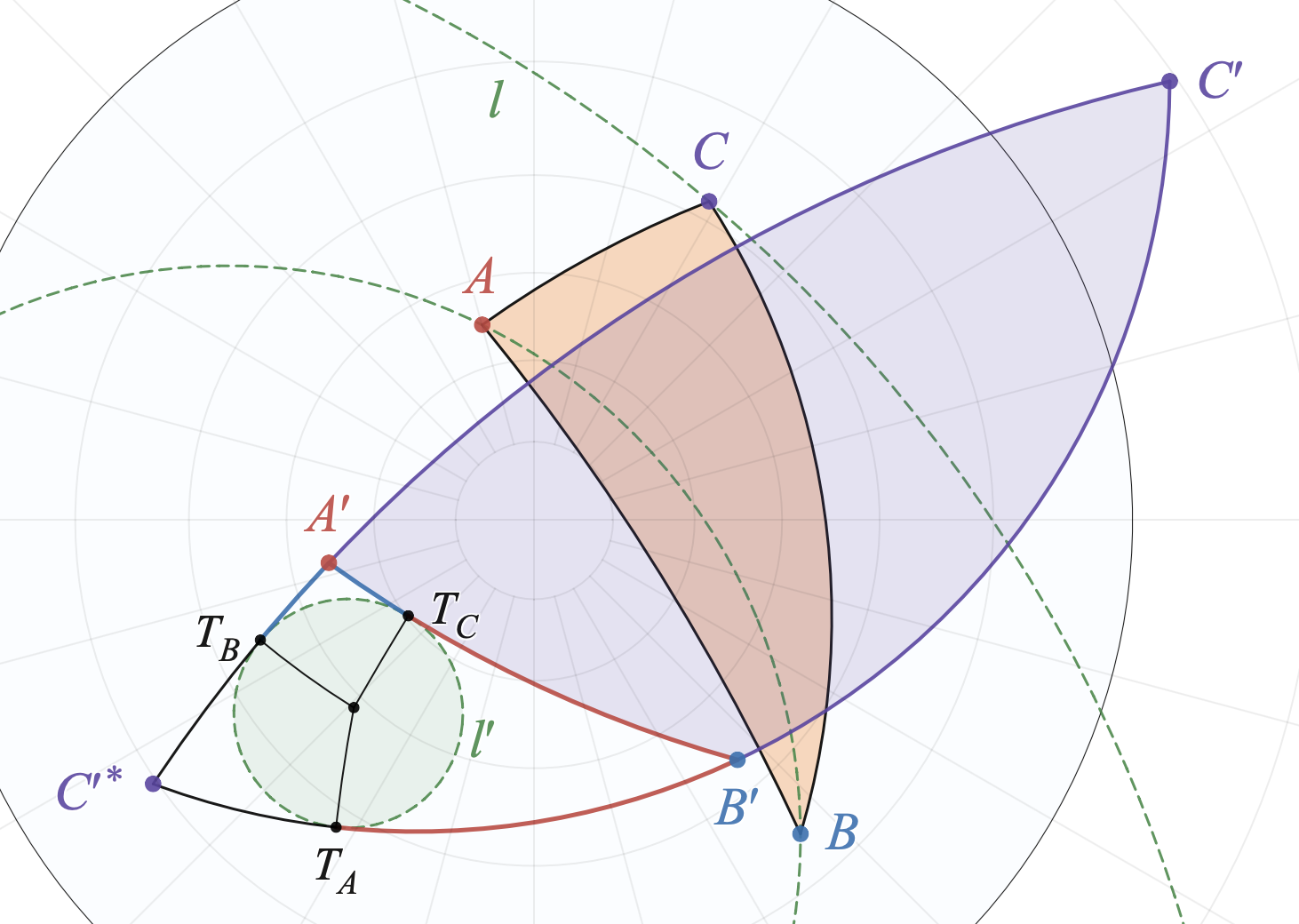
極三角形△A′B′C′の周長を用いたバルビエによる証明。

任意の球面三角形はその双対として極三角形を持っている。△ABC（橙色）の極三角形はBC, CA, ABの極の成す三角形（△A'B'C' 、紫色）であり、その逆も成り立つ、即ち△A'B'C' の各辺の極は△ABCの各頂点となっている。極系による双対変換は、2つの三角形間で、辺の角長（中心角）と外角（二面角）を交換する操作となる。
双対な三角形の辺は元の三角形の内角の補角（外角）であるので、△ABCの球過量εは双対な三角形の周長p'の函数となる。
{\displaystyle {\begin{aligned}\varepsilon &=\angle A+\angle B+\angle C-\pi \\[3mu]&={\bigl (}\pi -|B'C'|{\bigr )}+{\bigl (}\pi -|C'A'|{\bigr )}+{\bigl (}\pi -|A'B'|{\bigr )}-\pi \\[3mu]&=2\pi -p'\end{aligned}}}
ここで|PQ|は大円の弧PQの角長（angular length）を表す。
1854年にジョゼフ＝エミール・バルビエ、1953年にラスロー・フェイェシュ・トート が極三角形を用いてレクセルの定理の証明を行った。この証明は実質的に上記の二等辺三角形による証明と双対であり、極変換の双対性の下、△A*B*Cに外接するレクセルの円lは、A'B'の延長で接する△A'B'C' の傍接円（コルナー三角形,Colunar triangleの内接円）に変換される。
頂点Cがlに沿って移動しても、辺A'B'は移動はするものの、一定の円l'に接した状態のままになっている。内接円または傍接円の、頂点とその隣の接点を端点とする弧は合同である。すなわち図のように、A'TB ≡ A'TC（青）、B'TA ≡ B'TC （赤）が成立している。周長p'は、
{\displaystyle {\begin{aligned}p'&=|A'B'|+|B'C'|+|C'A'|\\[3mu]&={\bigl (}|A'T_{C}|+|B'T_{C}|{\bigr )}+|C'B'|+|C'A'|\\[3mu]&={\bigl (}|C'A'|+|A'T_{B}|{\bigr )}+{\bigl (}|C'B'|+|B'T_{A}|{\bigr )}\\[3mu]&=|C'T_{B}|+|C'T_{A}|\end{aligned}}}
と、一定のままであり、A'B'の位置に依存せずl'の位置にのみ依存する。逆にCがlでない部分を動くとすると、l'の大きさが変化し、点TA, TBはC'*にともに向かっていくまたは離れていく。△A'B'C' の周長p'とεも変化する。
したがってεが一定ならば、Cの軌跡はlとなる。

### 三角法
レクセル（c. 1777）とオイラー（1778）は、論文で三角法によって定理を示した。後に、ルジャンドル（1880）、ルイ・ピュイサン、イグナス＝ルイ＝アルフレド・ル・コワント（1858）、 ジョゼフ＝アルフレド・セレ（1862）なども三角法によって証明している。これらの証明では球面三角法における余弦定理や球過量の公式を用いて、三角関数の恒等式を代数的に計算する。

## レクセルの円の反対の弧
大円ABによって球面を2つの半球に分解することができる。このとき、A*, B*を通るレクセルの円は2つに分割される。Cの反対にある弧上の点をXとして、一般に△ABC, △ABXの面積は等しくない。面積に正負を付与すれば、△ABC, △ABXの面積は異符号となって、またその差は半球の面積分である。 
レクセルは更に一般的な枠組みを提案した。対蹠点の関係にない点A, Bを定める。A, Bを大円の弧でつなぐ方法は2つあり、一方は半円より長く、もう一方は半円より短い。3点A, B, Cを定め、 △ABCはそれぞれ2点を繋ぐ弧のうち短い方の弧からなる閉じた領域と解釈される。しかし、長い方の弧を辺に選ぶことを認めれば、球面三角形として8つの相異なる三角形を作ることができる。 この中には自己交叉するものもある。また、うち4つはABを底辺と見なすことのできるものである。

どれも対蹠にない4点A, B, C, X を取る。レクセルの定理によれば、A*, B*, C, Xが共円であることと、△ABCの符号付面積が△ABXの符号付面積と半球の個数倍異なることは同値である。

## 特別な場合

### 退化

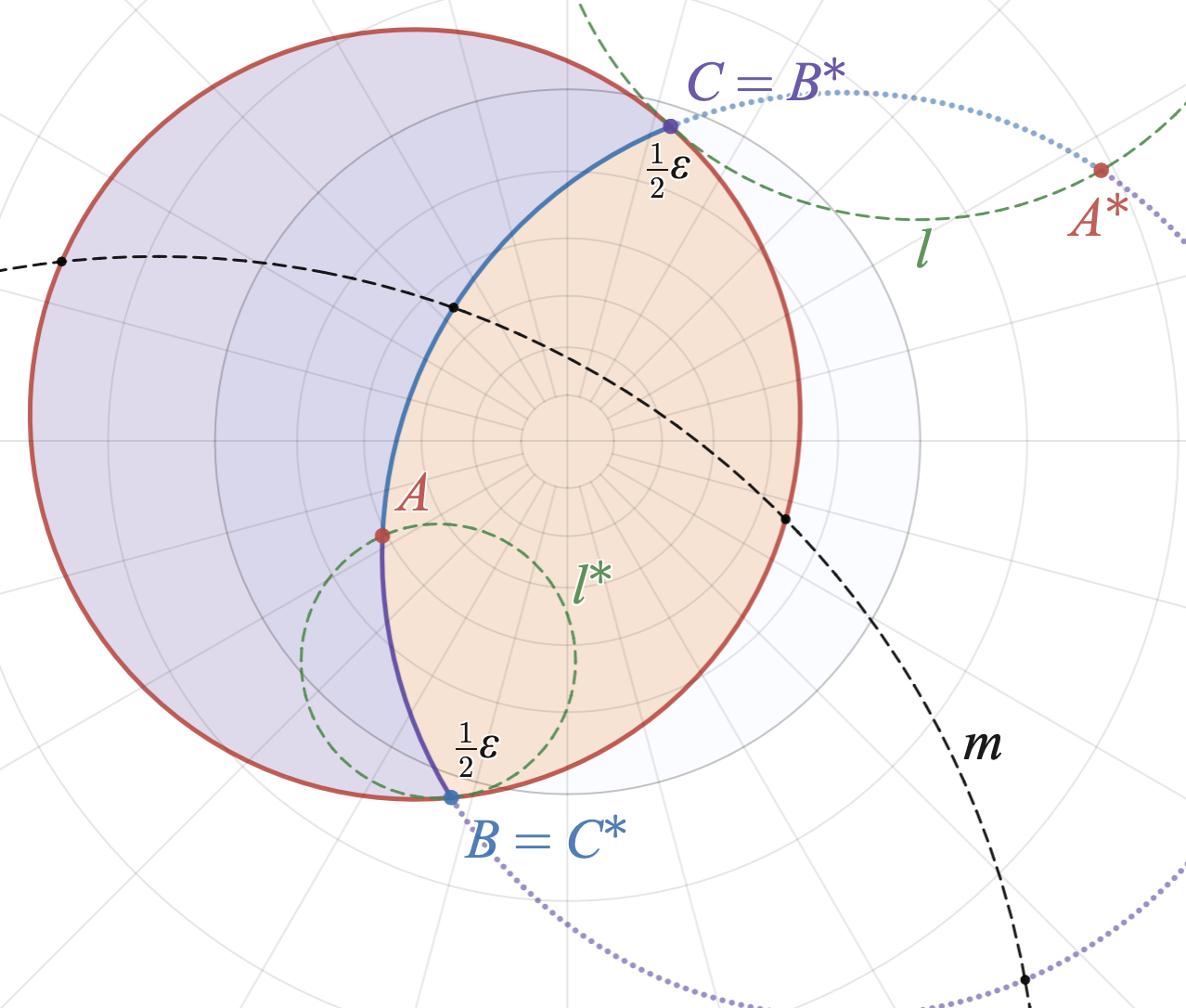
極限 C → B^{∗}の場合、△ABC は月に退化し、レクセルの円lに接する。

レクセルの円lに沿って、Cが底辺の端点の対蹠点B*に近づくと、三角形はB*でlに接しBでlの反対にある小円l*に接する月に退化する。退化すると、Aの角はπになり、B = B* = 1/2εとなる。
レクセルの円のもう一方の方向からCが底辺の端点の対蹠点B*に近づくと、三角形は上記の場合に対して向きと角が反対になった月に退化する。 

### 四分球の面積
球面三角形の面積が半球面の半分の面積と等しい（ε = πである）ことと、レクセルの円A*B*Cが大円ABと直交することは同値である。また、弧A*B*が円A*B*Cの直径でありかつ弧ABが円ABC*の直径であることとも同値である。

このとき、レクセルの円A*B*C上のCの反対側の点をDとすると、A, B, C, Dのうちの3点ずつから成る4つの三角形は合同である。また、4点は球面上で楔形体を形成する。8点A, A*, B, B*, C, C*, D, D*は直方体の頂点となる。 

## 関連する結果

### 球面平行四辺形

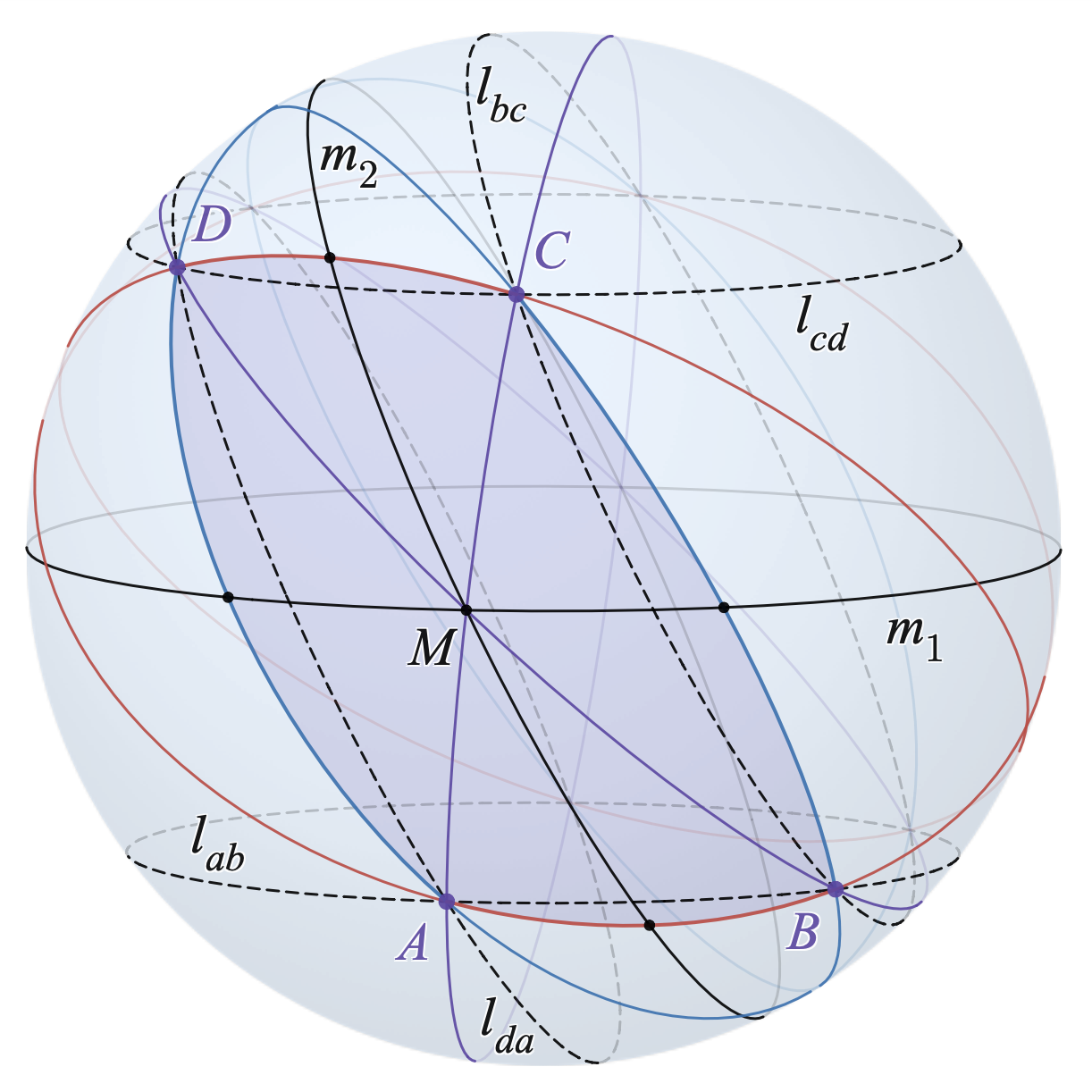
球面における平行四辺形。

球面における平行四辺形は、対角と対辺の等しい球面四角形として定義される。球面上の平行四辺形も平面の平行四辺形と多くの方法で比較ができる。2本の対角線は互いを2等分し、平行四辺形はその交点で2回対称である。対辺同士の中点を結ぶ直線は大円となり、4つの頂点は大円との距離の等しい平行な小円上に位置する。
平行四辺形においても球面三角形におけるレクセルの定理と同様の性質が成立する。

### ソーリンの定理
レクセルの定理の双対は、1825年に三角法によって定理を証明したA.N.J ソーリン（Sorlin）に因んでしばしばソーリンの定理と呼ばれる。球面三辺形△abc について、大円a, bと周長p = |a| + |b| + |c| （|a|などは辺長）を固定したとき、辺cの包絡線はa,bに内接し、cに外接する円、つまり△abcの傍接円となる。バルビエは1864年にこの双対性を利用している。
ソーリンの定理は双曲平面でも成立する。バルビエの議論を直接応用して証明できる。

### 葉層

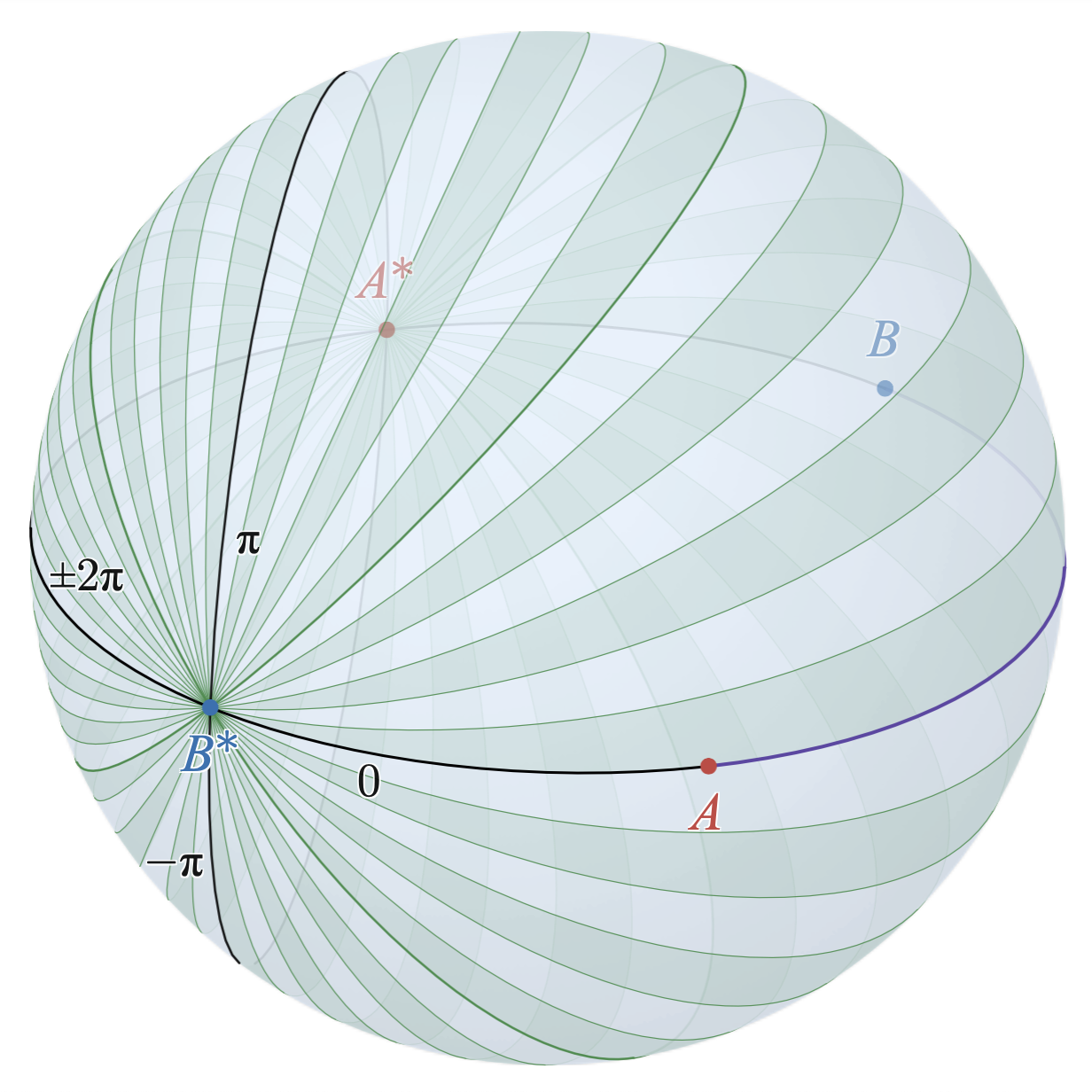
レクセルの円による球面の葉層。

レクセルの円のA*, B*を端点とする弧によって葉層構造が形成される。図では、三角形の面積が半球の倍数となる場合のレクセルの円について黒く塗ってある。
この構造は平面におけるアポロニウスの円束の類似物である。

### 面積の最大化
1784年、ニコラス・ファスは、与えられた大円g上で点Cを動かしたときの、△ABCの面積の最大化問題を提起し、解決した。ファスはCの微小な変化に関連する議論を用いたが、レクセルの定理を用いて簡単に求めることもできる。レクセルの定理によって、面積が最大であるためには、円A*B*CがgとCにて接すればよいことが分かる。
gが大円ABと点Pにて交わるとき、Tangent–secant theoremの類似物を用いれば、接円の条件が満足する際の求むるべき角距離PCは次式を満たす。
{\displaystyle \tan ^{2}{\tfrac {1}{2}}|PC|=\tan {\tfrac {1}{2}}|PA^{*}|\,\tan {\tfrac {1}{2}}|PB^{*}|}
この式より△ABCの面積が最大となるCを探すことができる。
1786年、テオドール・フォン・シューベルトは底辺と高さ（球面上で頂点から底辺に降ろした垂線の長さ） を固定して、面積の最大最小値を求める問題を提起し、三角法の計算を基にして自身で解を求めた。その頂点は、面積が最小となるときは、頂垂線と底辺の垂直二等分線との最も近い交点に位置する必要があり、面積が最大となるときは、逆に最も遠い交点に位置する必要がある。しかし、この定理もまたレクセルの定理の直接の系である。面積が最大・最小値を取るときレクセルの円は頂垂線に接していればよい。2019年、 Vincent Alberge と Elena Frenkel は、双曲平面におけるこの問題を解決した。

### シュタイナーの定理

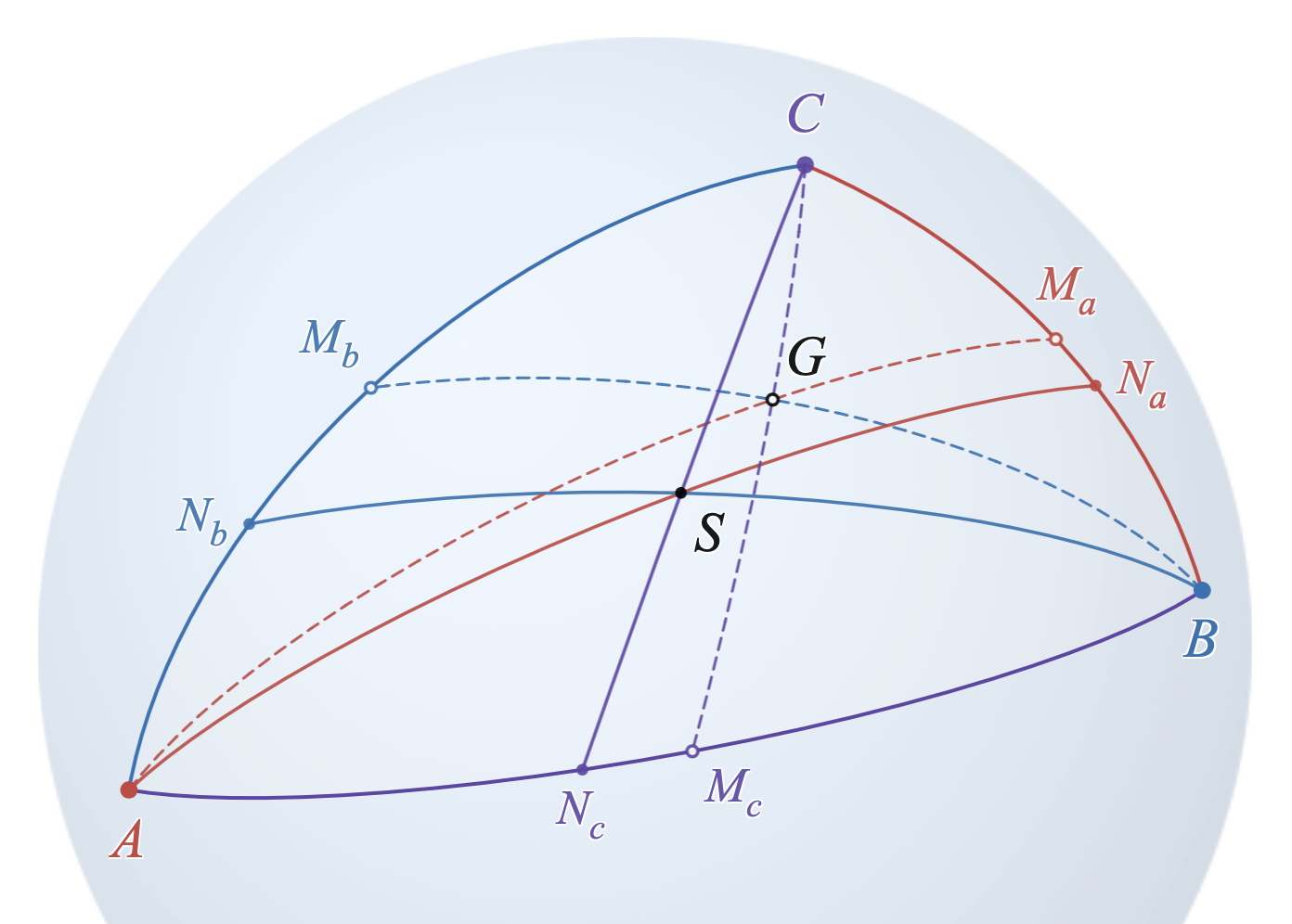
シュタイナーの定理。"equalizers"（頂点を通り、面積を二等分する弧）はある一点Sで交わる。

ユークリッド平面において、頂点を通り面積を二等分する直線は中線である。3つの中線は幾何中心で交わる。
球面上でも頂点とその対辺の中点を結ぶ大円弧によって中線が定義される。3つの中線は1点で交わり、三角形の extrinsic centroid （球を3次元ユークリッド空間に埋め込んだ際の3点の重心）の、球面への中心射影となる。 しかし、球面三角形の頂点を通る面積の二等分線は一般に中線とは異なる。
ヤコブ・シュタイナーはレクセルの定理を用いて、これら3線（"equalizers"）は一点で交わることを示した。この点は球面幾何学における、平面上の幾何中心の代替物で、球面面積座標において(1/3, 1/3, 1/3) として表される点である。

### 球面面積座標
重心座標系はアフィン空間において3点に対し定義される座標系であるが、球面幾何学で重心座標系のすべての性質を引き継いだ座標系は存在しない。一部分を継いだ座標系に、球面面積座標系（spherical area coordinates）がある。 △ABCと点Pに対して、次のように定義される。
{\displaystyle \left({\frac {\varepsilon _{PBC}}{\varepsilon _{ABC}}},{\frac {\varepsilon _{APC}}{\varepsilon _{ABC}}},{\frac {\varepsilon _{ABP}}{\varepsilon _{ABC}}}\right),}

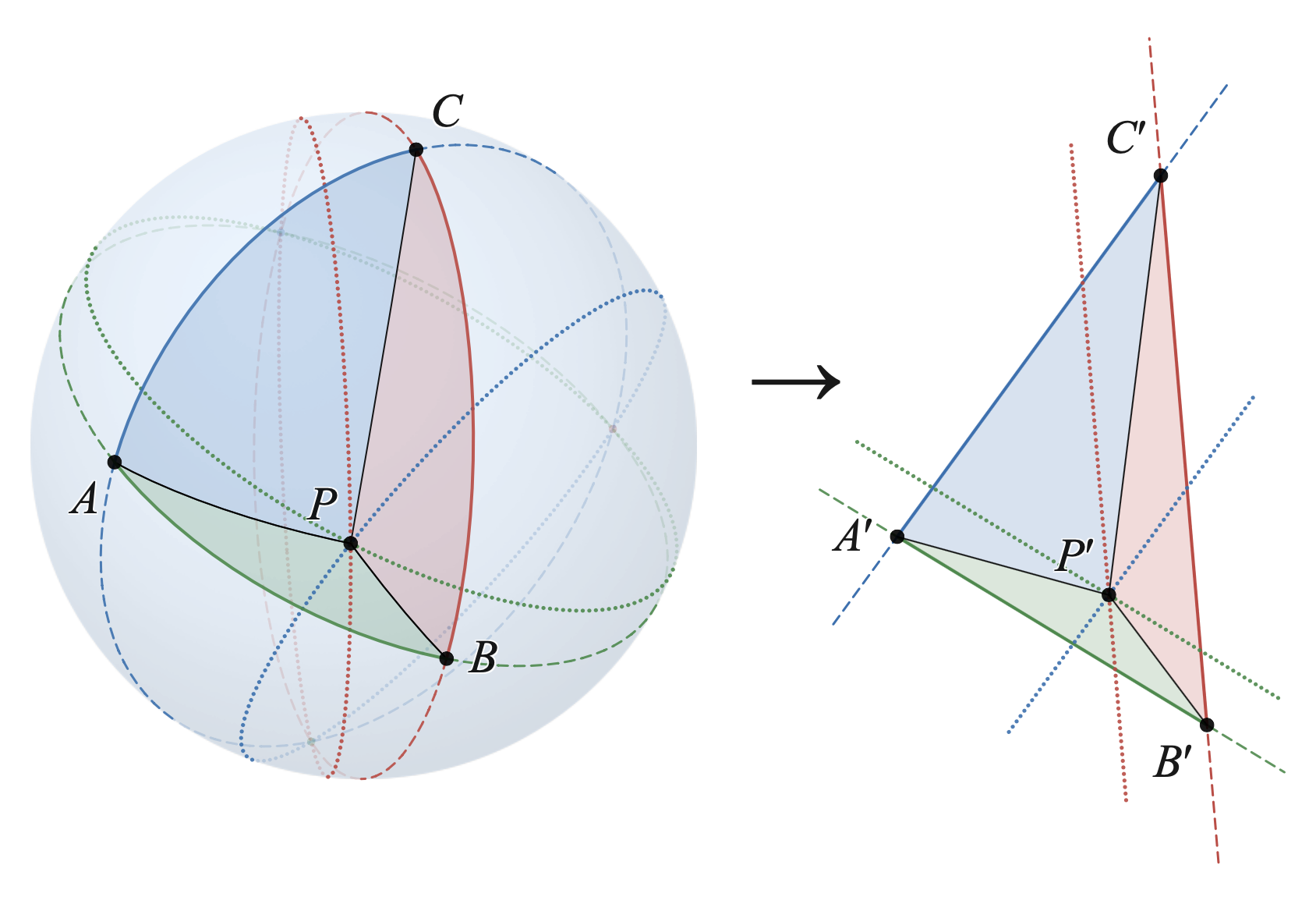
球面面積座標から重心座標への変換

ここで添字の付いたεは添字部分の表す三角形の球過量である。 各要素の和は1で、平面上においてこの定義で示される座標系は絶対重心座標系である。 
レクセルの定理によれば、ある座標が固定されたときの点の軌跡はレクセルの円である。よって座標が与えられたとき、2つの小円の交点によって座標に対応する点を探すことができる。
相対球面面積座標を用いて、任意の球面三角形をほかの球面三角形、あるいは平面三角形に変換できる。これは投影法、Discrete global gridの定義、球の媒介変数 三角化、位相幾何学的に球と同相な物体の三角メッシュのテクスチャマッピングなどで使われる。

## ユークリッド平面

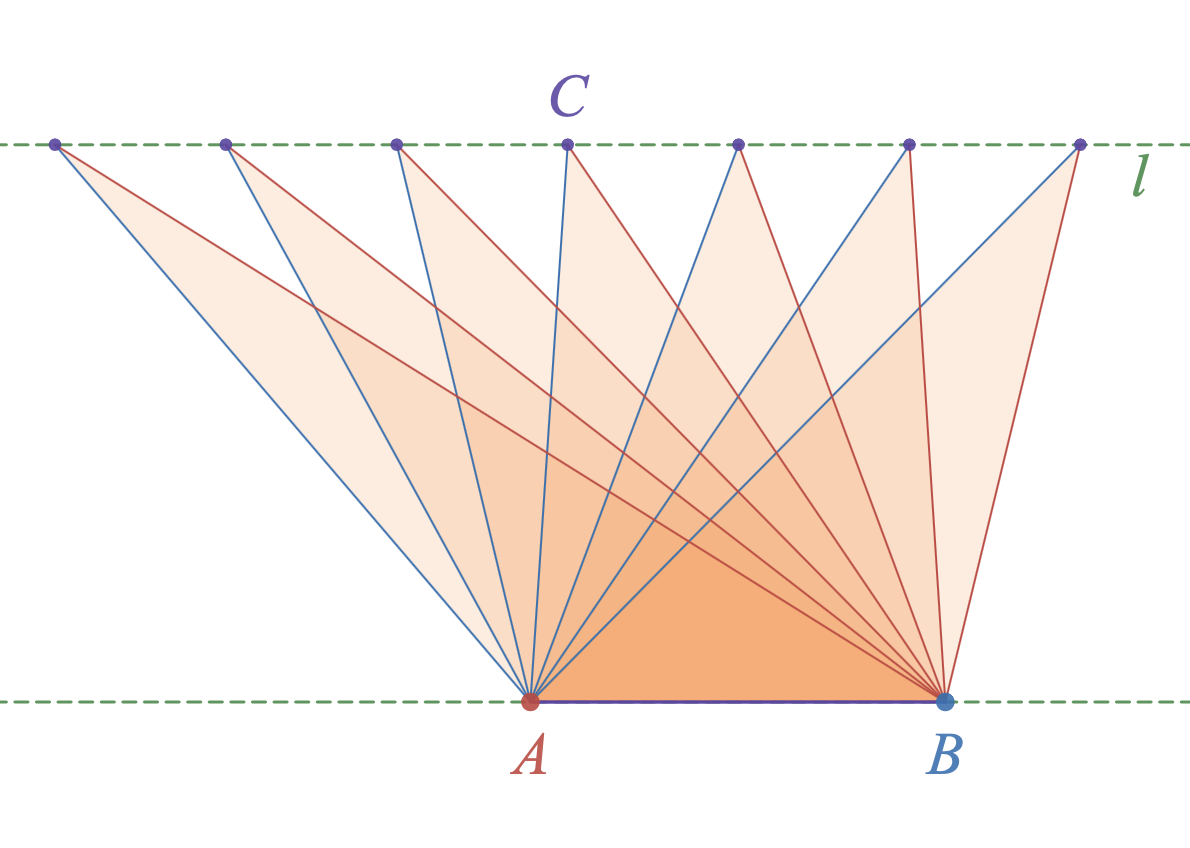
橙の三角形△ABCは底辺ABと面積を共有している。頂点Cの軌跡は底辺に平行な直線となる。

ユークリッド平面におけるレクセルの定理の類似物は『ユークリッド原論』の命題35, 37, 39など、遥か古代から知られてきた。レクセルの円は底辺に平行な直線に退化する。

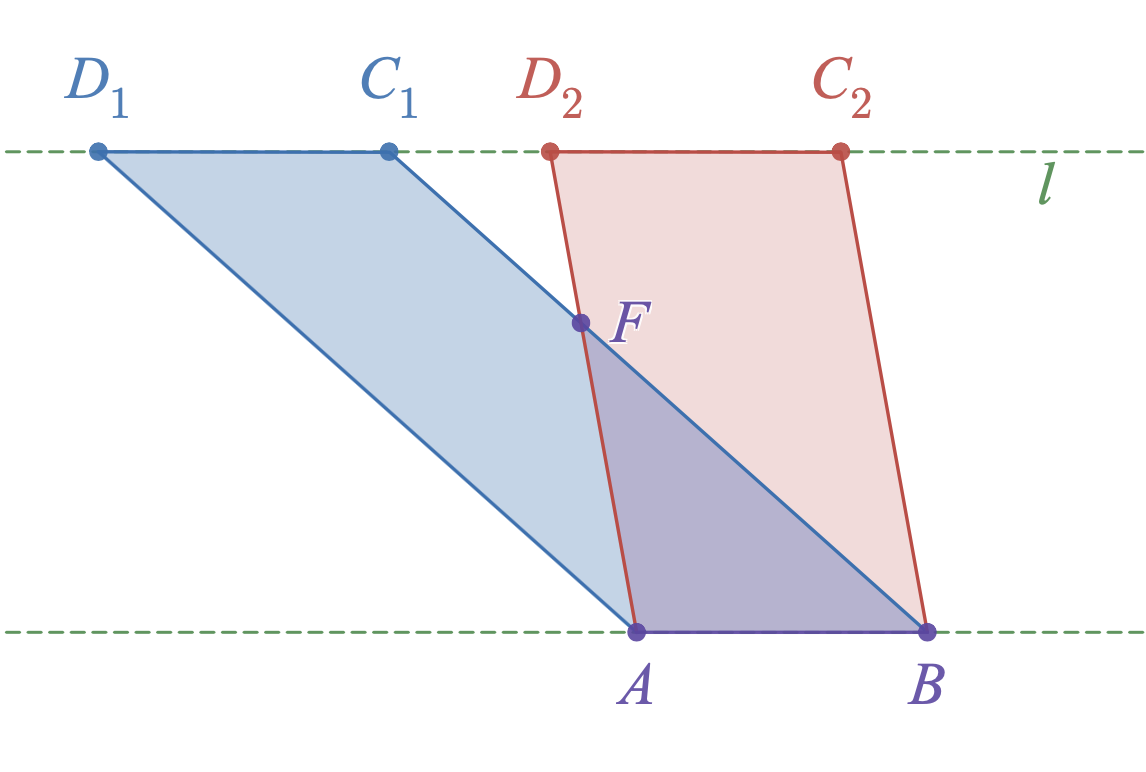
『原論』 I.35

『原論』のI.35は底辺が同じで、上の辺が一本の直線に含まれているような2つの平行四辺形の面積は等しいという性質を主張している。
I.37 は、底辺が同じで、頂点が底辺に平行な直線上に位置する三角形らは、面積が等しいという定理を主張している。 I.39 はI.37の逆を主張している。
ユークリッド平面の三角形の面積は底辺の長さと、底辺と頂点の距離によって計算できる。Cを底辺の長さとして、他の空間における公式と比較して書くならば、
{\displaystyle {\tfrac {1}{2}}\varepsilon ={\tfrac {1}{2}}c\,{\tfrac {1}{2}}h_{c}}
となる。これは、レクセルの定理の系としても得られる。

## 双曲平面

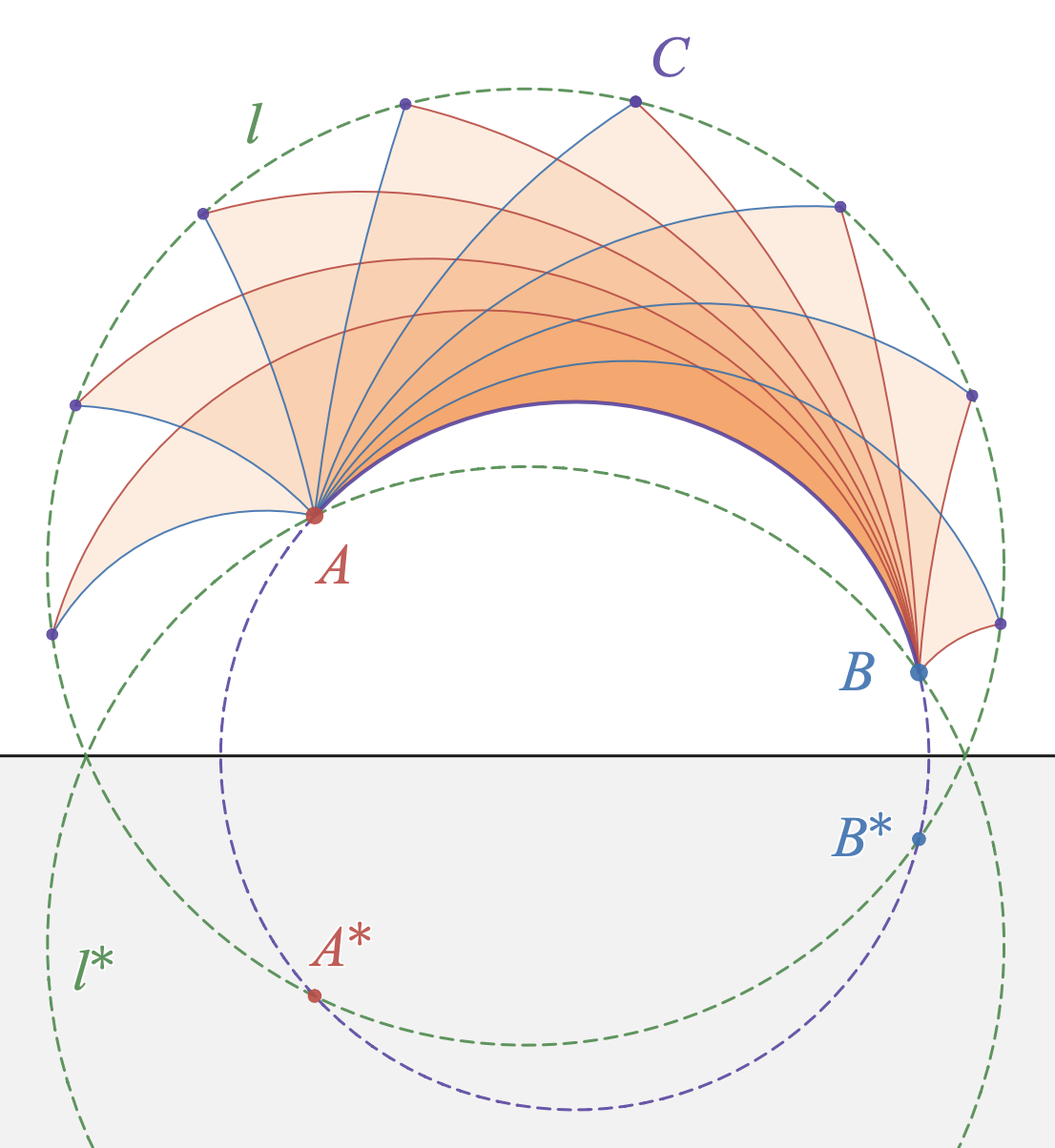
上半平面モデルにおいて、対蹠点は下半平面への鏡映点である。双曲三角形 △ABC は底辺と面積を共有している。 Cの軌跡は A, Bの対蹠点を通る hypercycle となる。

双曲平面において△ABCを定め、△ABCと△ABXの面積が等しくなるように点Xをとる。このときXの軌跡はA, Bの対蹠点を通るHypercycle（Lexell's hypercycle）となる。証明はレクセルの定理からの単純な類推によって証明できる。たとえば、バーバリアン（1902）や Frenkel & Su（2019）によるサッケーリの四辺形を用いたもの、Papadopoulos & Su（2017）による平行四辺形を用いたもの、 Shvartsman （2007）によるステレオ投影を用いたものなどがある。 
球面幾何学で対蹠点を取る操作は、球をユークリッド平面に埋め込んだ際には球の中心に対応する点での点対称変換として現れる。ステレオ投影によって平面に変換した場合は基円における反転と点対称の合成変換（あるいは虚円における反転）として現れる。
平面双曲幾何学においては、対蹠点への変換に対応するものとして、二重の双曲平面の反対側の枝へ移すという変換がある。符号が( −, +, + )であるミンコフスキー空間に埋め込まれた二葉双曲面 （双曲面模型）では、対蹠点へ移す写像は双曲面の中心における対称変換として現れる。ポワンカレの上半平面モデルでは、上半平面との境界線における鏡映にあたり、ポワンカレの円板モデルでは、境界の円における反転にあたる。球面の場合と同様、対蹠点の関係にある2点を通るすべての一般化された円は、双曲幾何学において測地線に変換される。
平面及び球面における三角形の面積公式に類似して、底辺の双曲長をc、高さをhc（双曲距離）とすれば、三角形の双曲面積εは次式で表される。
{\displaystyle \sin {\tfrac {1}{2}}\varepsilon =\tanh {\tfrac {1}{2}}c\,\tanh {\tfrac {1}{2}}h_{c}.}
球面における場合のように、きわめて小さい三角形（極限）においては平面上の三角法の公式が演繹される。